# Idioma kallawaya
El kallawaya es una lengua mixta hablada por un grupo de herbolarios-curanderos ambulantes de Charazani, provincia de Bautista Saavedra, en el departamento de La Paz, Bolivia. Según la definición de Oblitas Poblete (1968: 25), se trataría del mismo quechua hablado con otros vocablos. Gran parte de estos vocablos tendrían su origen en la antigua lengua puquina.
Desde la promulgación de la Constitución Política el 7 de febrero de 2009 el machajuyai-kallawaya es una de las 36 lenguas indígenas oficiales de Bolivia.

## Situación actual

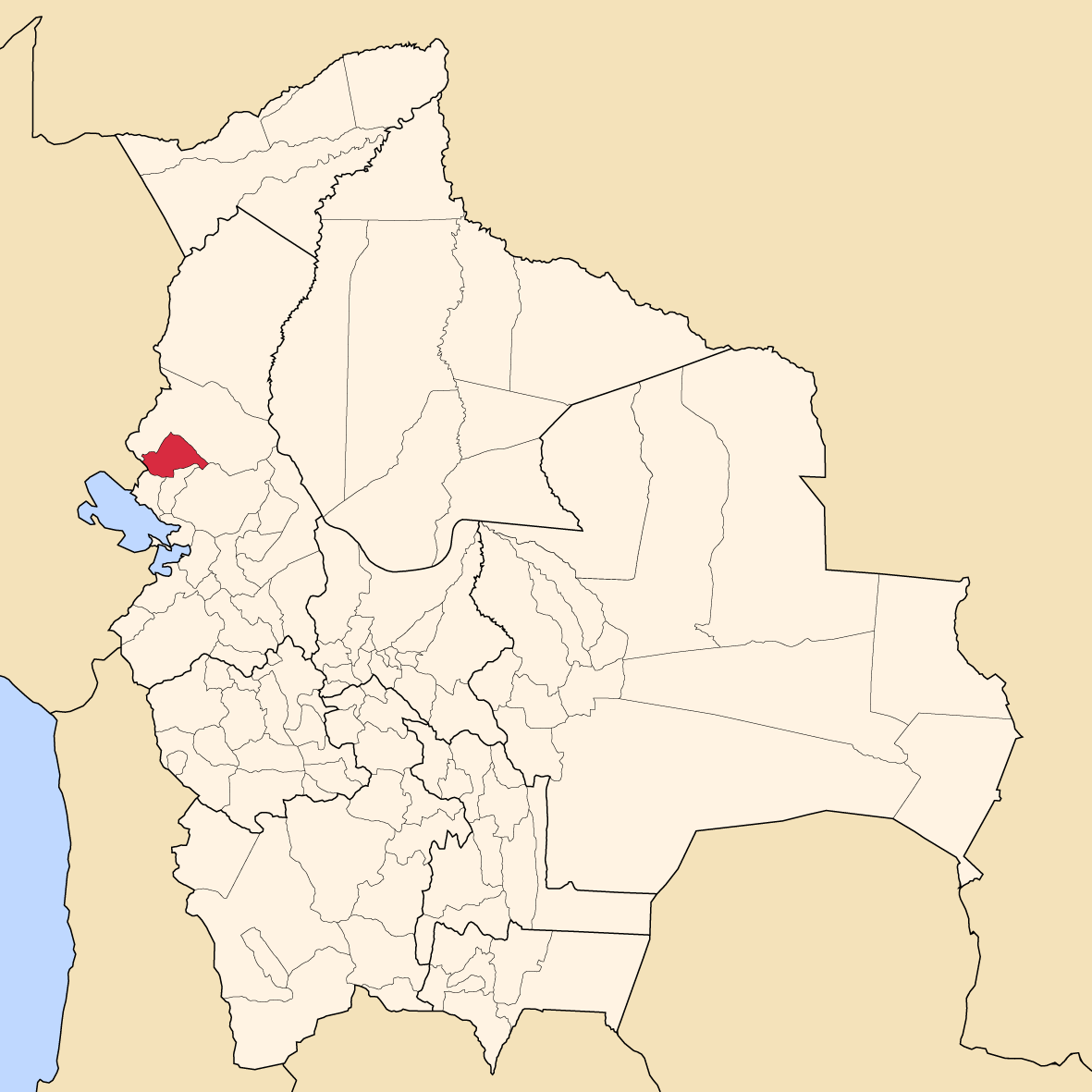
Bolivia La Paz Bautista Saavedra

No está claro si el kallawaya se habla todavía (Crevels y Muysken, 2009:15). Según Muysken (2009:147), las
últimas frases registradas datan de 1982 (Gifford & Lancaster s/f). El autor hace referencia a los trabajos de Bastien (1978: 20) quien, ya por aquel entonces, observó que pocos herbolarios hablaban la lengua kallawaya, Girault (1984: 24 [1974]), quien comenta que a la hora de escribir,
el grupo de los curanderos ya se estaba desintegrando, y Ranaboldo (1986: 126), quien afirma: “actualmente el idioma kallawaya es hablado por pocas personas, todavía con algunas diferencias dialectales entre la zona de Curva y la de Chajaya, mientras la mayoría sólo conoce algunas palabras y los jóvenes parecen haber perdido definitivamente su dominio.”

## Aspectos históricos
El origen histórico de la lengua y el pueblo kallawaya es en gran parte desconocido. Según Muysken (2009:149), la lengua mixta kallawaya probablemente emergió en cierto momento durante el desplazamiento lingüístico del puquina al quechua, pero no está muy claro cuándo fue exactamente. Una primera posibilidad es que la lengua haya emergido durante el imperio incaico, como lo sugiere el título de la obra de Oblitas Poblete de 1968: El idioma secreto de los incas. Un grupo llamado “kallawayas” desempeñó un papel especial en la corte del inca, aunque no como curanderos, y una lengua secreta mixta de puquina y quechua habría podido desempeñar un papel en los ritos.

Varios factores contradicen, sin embargo, un origen temprano. Primero, según lo observado por Stark (1972), mientras que la contribución lexical del puquina es muy reducida y varios otros idiomas también contribuyeron al léxico kallawaya, la morfosintaxis del quechua es casi totalmente intacta. Esto sugiere que el cambio lingüístico del puquina al quechua habría estado en pleno proceso de realizarse en el área de Charazani cuando el kallawaya fue inventado. En segundo lugar, el kallawaya ha desarrollado palabras originales para los elementos de la cultura de origen hispánico, incluso donde el quechua y el aimara usan préstamos del castellano (Albó 1989). Esto sugiere que por lo menos los procesos de formación del léxico kallawaya seguían siendo activos bien entrado el período colonial o incluso republicano. Tercero, aunque haya evidencia abundante en las fuentes coloniales anteriores sobre medicina y costumbres en general, la primera referencia a los indios de Charazani que actúan como curanderos data de 1776. 

Sobre la base de esta información y dado el hecho de que por lo menos algo de puquina deba haber sido recordado cuando emergió la lengua, Muysken (2009:150) sugiere un marco de tiempo para la génesis de la lengua mixta aproximadamente entre 1750 y 1920. Como señala el autor, sin el conocimiento adicional de la historia de la desaparición del puquina del área, es imposible ser más exacto en este punto.

## Clasificación
Desde una perspectiva puramente estructural, el kallawaya se puede clasificar como una variedad del quechua,
particularmente quechua meridional. Desde la perspectiva del léxico y en parte de la fonología, el kallawaya es
una lengua mixta fuertemente arraigada en el puquina (Muysken, 2009:150).

## Esbozo gramatical

### Fonología
El inventario consonántico kallawaya es muy similar o idéntico a aquel del quechua boliviano. Los sonidos
consonánticos a distinguir se presentan en el siguiente cuadro (Muysken, 2009:153):

|                     |              | Labiales | Alveolares | Palatales | Velares | Postvelares |
| ------------------- | ------------ | -------- | ---------- | --------- | ------- | ----------- |
| Oclusivas/africadas | Simples      | p        | t          | č         | k       | q           |
| Oclusivas/africadas | Aspiradas    | pʰ       | tʰ         | čʰ        | kʰ      | qʰ          |
| Oclusivas/africadas | Glotalizadas | p'       | t'         | č'        | k'      | q'          |
| Fricativas          |              |          | s          | š         | h [x]   |             |
| Nasales             |              | m        | n          | nʸ        |         |             |
| Vibrante            |              |          | r          |           |         |             |
| Laterales           |              |          | l          | lʸ        |         |             |
| Semivocales         |              | w        |            | j         |         |             |

El inventario vocálico no es como el del quechua. De hecho, se distinguen cinco vocales, y además la
longitud vocálica es distintiva (Muysken, 2009:153):

| i |   | u |    | i: |    | u: |
| e |   | o | e: |    | o  |    |
| a | a | a | a: | a: | a: |    |

### Léxico y clases de palabras
En cuanto al léxico y las clases de palabras en kallawaya, se puede señalar lo siguiente (Muysken, 2009:155-156):
- La distinción más clara en kallawaya ocurre entre el sustantivo y el verbo, ya que cada uno tiene terminaciones morfológicas distintas.
- Así como en el quechua, los adjetivos forman una subclase de la categoría nominal, y los sustantivos pueden funcionar como modificadores.
- La lengua presenta algunos adverbios, muchas veces formados a partir del elemento deíctico khii ‘este’.
- Hay un sistema de pronombres en kallawaya que se parece un poco al sistema quechua, aunque hay ciertas discrepencias al respecto entre las distintas fuentes.
- El kallawaya presenta varios elementos que funcionan para conectar frases:

| Oblitas Poblete (1968) | Girault (1989) | Glosa            |
| ---------------------- | -------------- | ---------------- |
| piwan                  | piwan          | 'y'              |
| khiita                 | khi’ita        | ‘pero’, ‘empero’ |
| ratu                   |                | 'ora'            |
| u-chai-wan             |                | ‘sin embargo’    |
| jicuta, jinata         |                | 'así'            |
|                        | sekan          | 'si'             |

- El kallawaya presenta, además, interjecciones, tales como chaillapi shanariy ‘alto’ (párese allí no más), chui ‘hola’, entre otras.

### Morfología
En cuanto a la morfología nominal en kallawaya, se puede señalar lo siguiente (Muysken, 2009:157-161):
- Mientras que en el quechua boliviano el sufijo plural castellano -s es muy común (de hecho casi categórico con los sustantivos que terminan en una vocal), no ocurre lo mismo en kallawaya, como se aprecia en (1):

| (1a) | q’ari-s,  | warmi-s, | alkalde-tah | ri-n-ku | (quechua) |
|      | hombre-PL | mujer-PL | alcalde-ENF | ir-3-PL |           |

| (1b) | laja-kuna,                                                        | atasi-kuna, | alkalde-tah | isna-n-ku | (kallawaya) |
|      | hombre-PL                                                         | mujer-PL    | alcalde-ENF | ir-3-PL   |             |
|      | ‘Los hombres, las mujeres y el alcalde fueron.’ (Stark, 1972:216) |             |             |           |             |

- El kallawaya presenta un sistema de casos que es en gran parte idéntico al sistema quechua, salvo algunas diferencias significativas: cerca de diez afijos se unen al sustantivo al final de la frase nominal.
- En cuanto a la expressión de la posesión, el kallawaya presenta algunos rasgos especiales. Por ejemplo, la posesión predicativa se expresa con un verbo especial, jacha- ‘tener’, mientras que en quechua se utiliza el verbo ka- ‘ser’. Se mantienen, sin embargo, los sufijos de persona en el elemento poseído, como sería el caso en la construcción quechua.

En cuanto a la morfología verbal, Muysken (2009:161-162) señala que esta se parece mucho a aquella del quechua. Se puede observar que la mayor parte de los sufijos verbales frecuentes del quechua se encuentran también en el kallawaya, aunque existen también sufijos que hasta ahora no han sido analizados: -kha- o -xa-, y -xi-.

### Sintaxis
En cuanto a la sintaxis del kallawaya, se puede mencionar lo siguiente (Muysken, 2009: 162-163): 
- El orden de las palabras en kallawaya se asemeja a aquel del quechua, ya que se trata, en gran medida, de una lengua típica con el núcleo al final. En ese sentido, los adjetivos generalmente preceden a los sustantivos, como se aprecia en (2). Sin embargo, se encuentran contraejemplos en este aspecto en los datos de algunas fuentes.

| (2) | kkatu usi     | ‘casa grande’                    |                                  |
|     | llalle lajma  | ‘caballo bueno’                  |                                  |
|     | chujkuni laja | ‘hombre flaco’                   |                                  |
|     | ulla rekka    | ‘gato negro’ (Girault 1989: 147) | ‘gato negro’ (Girault 1989: 147) |

- En todos los datos analizados por Muysken, los posesores nominales preceden a los elementos poseídos, como se muestra en (3):

| (3) | Pedruchu-(pa)j      | atasi-n |
|     | Pedro-GEN           | mujer-3 |
|     | ‘la mujer de Pedro’ |         |

- En kallawaya, las estrategias de subordinación son distintas a aquellas del quechua. Como se mencionó antes, el kallawaya presenta varias conjunciones. Así pues, mientras que en quechua la relación condicional se marca con un sufijo verbal tal como -spa (sujeto idéntico) o -pti (sujeto diferente), en kallawaya se utiliza un subordinador lexical, sekan ‘si’, como se muestra en (4):

| (4) | atasi                                            | llalle | sekan | acha-ku-na  | jatta-nki | llalle-lla |
|     | mujer                                            | bueno  | si    | ser-RFL-NML | querer-2  | bueno-DEL  |
|     | ‘Escoge una buena mujer si quieres vivir feliz.’ |        |       |             |           |            |